# Дорошенко Василь Андрійович
Василь Дорошенко (нар.? — пом. бл. 1737) — український державний діяч часів Гетьманщини, сотник волинський і сосницький.

## Життєпис
Походив з українського шляхетського, козацького-старшинського роду Дорошенків. Син наказного гетьмана Андрія Дорошенка від його другої дружини Марії Лисиці.
Розпочав службу під орудою батька. У 1699 році (або дещо раніше) стає волинським сотником Чернігівського полку. У 1707, 1718 та 1723 роках згадується як сосницький сотник. У 1723 році через став здоров'я залишив сотницький уряд. Водночас стає бунчуковим товаришем Ніжинського полку. Ймовірно під кінець життя оселився в Ямпільській сотні. Помер близько 1737 року.

## Майнові справи
1699 року отримав гетьманський універсал на займище на річці Убедь, слободі Лубенець (Лубянку). У Волинській сотні мав маєтність у селах Волинці, Козляничі, Ольшане. Після смерті батька у 1709 році успадкував село Верхолісся. Володів, селом Савинцями, поблизу якого заселив слободу Базилівку. Мав 2 приїжджих двори у с. Мітченки Батуринської сотні.
1726 році захопив майно у шинкаря Йосипа Марковича за несплату податку за шинкування. 21 червня 1732 р. отримав гетьманський універсал про повернення захопленого млина у бунчукових товаришів Володимира, Михайла і Василя Полоницьких в слободі Володимирка. 1736 року побив і образив Семена Ломиковського, захопив двох доньок волинського мешканця Андрія Ведути.

## Родина
- Василь, бунчуковий товариш. Мав синів Григорія, Михайла, Івана і Лавріна
- Григорій, значковий товариш
- Дорош, військовий товариш
- Лука, значковий товариш